# Вахид, Абдул
Абдул Вахид Хан (англ. Abdul Waheed Khan, 30 ноября 1936, Раджпур, Британская Индия — 21 февраля 2022) — пакистанский хоккеист (хоккей на траве), нападающий. Олимпийский чемпион 1960 года.

## Биография
Абдул Рашид родился 30 ноября 1936 года в индийском городе Раджпур.
В 1960 году вошёл в состав сборной Пакистана по хоккею на траве на Олимпийских играх в Риме и завоевал золотую медаль. Играл на позиции центрального нападающего, провёл 6 матчей, забил 4 мяча (по два в ворота сборных Польши и Японии).
В 1962 году в составе сборной Пакистана завоевал золото на летних Азиатских играх в Джакарте, в 1966 году — серебро на летних Азиатских играх в Бангкоке.
В 1960—1966 годах провёл за сборную Пакистана 56 матчей, забил 52 мяча.
Умер 21 февраля 2022 года.